# Южноирландский конный полк
Южноирландский конный полк или Южноирландская конница (англ. South Irish Horse) — особый кавалерийский полк запаса при Британской армии. Основан 2 января 1902 года под именем Имперские йомены Южной Ирландии (англ. South of Ireland Imperial Yeomanry), новое имя получил 7 июля 1908 года и был отправлен в особый запас кавалерии. Участвовал в Первой мировой войне и был расформирован в 1922 году.

## Образование
16 новых йоменских полков были образованы в течение второй англо-бурской войны, из них два появились в Ирландии. Указом короля Эдуарда VII от 1901 года были образованы йоменские полки Северной Ирландии и Южной Ирландии, их формирование было санкционировано и запротоколировано 7 января 1902 года. Полк имперских йоменов Южной Ирландии был переименован в Южноирландский конный полк 7 июля 1908 года и отправлен в Особый запас (кавалерия). В его состав входили:
- Штаб: артиллерийские казармы, Лимерик
- Эскадрон A: казармы Беггарс-Буш, Дублин
- Эскадрон B: артиллерийские казармы, Лимерик
- Эскадрон C: дом Глена, Балливолейн, Корк
- Эскадрон D: казармы Беггарс-Буш, Дублин

## Первая мировая война
Полк застал войну в августе 1914 года, находясь в летнем лагере вместе с личным составом Североирландского конного полка. В состав Экспедиционных войск Великобритании вошли эскадрон Североирландского конного полка (эскадрон A) и эскадрон Южноирландского конного полка (эскадрон B). 17 августа 1914 года личный состав отплыл из Дублина на судне «Аркитект», а позже к полку присоединились ещё несколько эскадронов. Эскадроны Южноирландского конного полка были распределены по следующим воинским формированиям:
- Эскадрон A: в 1915 году воевал в составе 21-й пехотной дивизии[англ.], в 1916 году составил часть кавалерийского полка 15-го корпуса, в 1917 году стал кавалерийским полком 18-го корпуса[5].
- Эскадрон B: в августе 1914 года прибыл во Францию в составе штаба, вступил во 2-ю пехотную дивизию в 1915 году, составил часть кавалерийского полка 1-го корпуса в 1916 году (как эскадрон S)[5].
- Эскадрон C: с 1915 года в составе 16-й ирландской пехотной дивизии, был частью кавалерийского полка 1-го корпуса[5].
- Эскадрон E: прибыл во Францию в мае 1916 года и вступил в 39-ю пехотную дивизию[англ.], участвовал в образовании кавалерийского полка 1-го корпуса[5].
- Эскадрон F: прибыл во Францию в 1917 году, вступил в кавалерийский полк 18-го корпуса[5].
- Эскадрон S: с 1915 года в составе 32-й пехотной дивизии[англ.], участвовал в образовании кавалерийского полка 15-го корпуса в 1916 году. Позже переименован в эскадрон B, переведён в кавалерийский полк 9-го корпуса в 1916 году, в 1917 году преобразован в кавалерийский полк 18-го корпуса[5].

В сентябре 1917 года солдаты и офицеры прошли переподготовку и составили 7-й (южноирландский конный) батальон Королевского ирландского полка и 49-й пехотной бригады 16-й ирландской пехотной дивизии. Участвовал в марте 1918 года в отражении весеннего наступления Германии: по официальным записям архивов, две роты 7-го батальона Королевского ирландского полка на передовой были полностью уничтожены, и при отступлении были перебиты все солдаты личного состава.
Южноирландский конный полк оказался в числе шести южноирландских полков Британской армии, расформированных в 1922 году после образования Ирландского свободного государства. У полка не было и нет собственной ассоциации, хотя некоторые правопреемники получают помощь от благотворительного фонда помощи армии. Ассоциация объединённых ирландских полков также содержит всю информацию о расформированных полках, в том числе и о Южноирландском конном полке.

## Воинские почести
По британским традициям, воинские почести присваиваются тем частям, которые проявили себя в различных боях, и представляют собой нанесение символического названия сражения на штандарт полка. Южноирландскому конному полку присвоены следующие почести:
- Лос (Loos)
- Сомма, 1916 (Somme, 1916)
- 1918
- Альбер, 1918[англ.] (Albert, 1918)
- Сен-Квентан (St Quentin)
- Розьер (Rosières)
- Авр[англ.] (Avre)
- Ипр, 1918 (Ypres, 1918)
- Куртре (Courtrai)
- Франция и Фландрия, 1915-1918 (France and Flanders, 1915-1918)

## Униформа
До 1914 года парадная униформа Южноирландского конного полка представляла собой тёмно-зелёную фуражку и тёмно-зелёный мундир с алой отделкой, а также зелёные кавалерийские брюки с двумя алыми полосами.

## Памятники великой войны
- Ирландский национальный сад при мемориале павшим[англ.] (Дублин)
- Ирландский парк мира[англ.] (Месен, Бельгия)
- Мененские ворота (Ипр, Бельгия)
- Ольстерская башня[англ.] (Типваль, Франция)